# Рискованное сексуальное поведение
Риско́ванное сексуа́льное поведе́ние — половые контакты и в некоторых случаях сопутствующее им поведение (приём наркотиков, алкоголя), имеющие высокую вероятность последствий в виде нежелательной беременности или заражения одного из партнёров инфекцией, передающейся половым путем (ИППП). Может описывать сексуальное поведение человека или быть связано с поведением его партнёра. Рискованное поведение может быть как незащищённым вагинальным, так и оральным или анальным сексуальным контактом.

## Сексуальное поведение с высоким риском для здоровья
К рискованному сексуальному поведению относят:
- секс без использования презерватива;
- орально-генитальные контакты без использования презерватива;
- начало сексуальной активности в молодом возрасте;
- наличие нескольких сексуальных партнёров;
- секс с партнёром высокого риска (имеющих нескольких партнёров или инфекции);
- анальный секс без использования презерватива;
- секс с партнёром, который когда-либо употреблял наркотики внутривенно;
- проституция[1].

## Последствия
Рискованное сексуальное поведение существенно повышает вероятность заражения человека инфекцией, передающейся половым путём (ИППП) и вероятность бесплодия.